# Kepler-441
Kepler-441 — одиночная звезда в созвездии Дракона на расстоянии около 926 световых лет от нас. Оранжевый карлик позднего спектрального класса K с массой, радиусом и светимостью 0.57, 0.55 и 0.09 солнечных соответственно. Средняя плотность звезды 4.94+1.03−0.66 г/см3, показатель поверхностной гравитации log g 4.715+0.047−0.024. По сравнению с Солнцем звезда очень молодая, ей меньше 2 млрд лет.
Вокруг звезды обращается, как минимум, одна планета. Планету открыл телескоп Кеплер в 2015 году. Это холодная суперземля, не попадающая в обитаемую зону.

## Планета

Авторское представление о планете Kepler-441 и её звезде

Kepler-441 b в 3.33 раза тяжелее и в 1.64 раза больше, чем Земля. Год на ней длится 207 земных суток. Из-за низкой светимости оранжевого карлика экзопланета не входит в обитаемую зону, хотя находится намного ближе к своей звезде, чем Земля к Солнцу. Kepler-441 b обращается на среднем расстоянии 0.64 а. е. (95 750 000 км) от оранжевого карлика по слабовытянутой или круговой орбите. Обитаемая зона вокруг этой звезды находится на уровне 0.3 а. е.. Планета получает в 5 раз меньше энергии от своей звезды, чем Земля от Солнца и представляет собой мёртвую холодную пустыню. Температурный режим планеты примерно соответствует таковому в Поясе астероидов Солнечной системы. Однако из-за крупных размеров, Kepler-441 b может иметь толстую плотную атмосферу и сильный парниковый эффект, который может сделать климат планеты намного мягче, чем в случае с небольшой планетой без явной атмосферы.
Параметры планеты:
| Планета | Масса (ME) | Радиус (RE)    | Период обращения (дней) | Большая полуось орбиты(а. е.) | Эксцентриситет орбиты | Наклонение орбиты i |
| ------- | ---------- | -------------- | ----------------------- | ----------------------------- | --------------------- | ------------------- |
| b       | 3,33       | 1.64+0.22−0.24 | 207.2482+0.0022−0.0020  | 0.64+0.32−0.13                | 0-0.21                | 89.97±0.07          |